# ليونيل بارنز
ليونيل بارنز (بالإنجليزية: Lionel Barnes)‏ هو لاعب كرة قدم أمريكية أمريكي، ولد في 19 أبريل 1976 في نيو أورلينز في الولايات المتحدة.

## وصلات خارجية
- ليونيل بارنز على موقع كلية كرة السلة في سبورتس رفرنس.كوم (الإنجليزية)
- ليونيل بارنز على موقع مرجع كرة القدم المحترفة.كوم (الإنجليزية)